# Marta Puda
Marta Puda (ur. 13 stycznia 1991 w Będzinie) – polska szablistka, indywidualna mistrzyni Polski (2017), drużynowa mistrzyni Europy juniorów młodszych (2007) i juniorów (2009), medalistka Letniej Uniwersjady (2015).

## Kariera sportowa
Karierę rozpoczęła w MOSiR Sosnowiec, od 2008 jest zawodniczką TMS Zagłębie Sosnowiec.
Na arenie międzynarodowej odnosiła sukcesy w kategoriach młodzieżowych. W 2007 została mistrzynią Europy w kategorii do 17 lat drużynowo, a indywidualnie wywalczyła brązowy medal. Na mistrzostwach Europy w tej samej kategorii wiekowej w 2008 wywalczyła srebrny medal drużynowo i ponownie brązowy medal indywidualnie. Na mistrzostwach Europy juniorów w 2009 zdobyła złoty medal drużynowo. Na młodzieżowych mistrzostwach Europy (do lat 23) wywalczyła srebrny medal drużynowo w 2011, brązowy medal indywidualnie w 2011 i brązowy medal drużynowo w 2015. Na mistrzostwach świata seniorów do lat 20 wywalczyła srebrne medale drużynowo w 2010 i 2011.
W 2015 osiągnęła pierwszy większy sukces seniorski, zdobywając brązowy medal Uniwersjady w turnieju indywidualnym. Reprezentowała Polskę na mistrzostwach świata seniorów w 2013 (5 m. drużynowo i 28 m. indywidualnie) i 2014 (6 m. drużynowo i 53 m. indywidualnie) oraz mistrzostwach Europy seniorów w 2013 (4 m. drużynowo i 31 m. indywidualnie) i 2016 (4 m. drużynowo). W 2018 została brązową medalistką Mistrzostw Europy Seniorów (Nowy Sad, Serbia).
Na mistrzostwach Polski wywalczyła mistrzostwo Polski indywidualnie w 2017, wicemistrzostwo drużynowo w 2008 i 2013, brązowy medal indywidualnie w 2011, 2013, 2014, 2015 i 2016, drużynowo w 2010, 2011 i 2020.